# 사물놀이

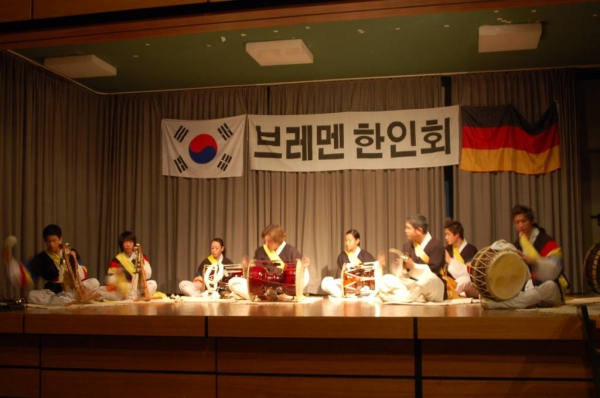
독일 브레멘에서 연주하는 모습

사물놀이는 사물(꽹과리, 징, 장구, 북)을 중심으로 연주하는 풍물에서 취한 가락을 토대로 발전시킨 계열의 국악이며, 1978년 2월 28일 서울 종로구 인사동 공간사랑에서 김용배가 제안 구성하고 심우성이 이름을 지어 제안한  《사물놀이》 풍물패에서 연주를 한 것이 사물놀이의 시작이다. 이들은 기존의 풍물놀이에 비해 앉은반으로 풍물가락을 실내 연주에 적합하게 재구성하였다. 주로 호남풍물, 짝드름, 웃다리풍물, 설장구놀이, 영남풍물 등을 연주한다. 흔히 꽹과리 소리는 천둥, 징 소리는 바람, 장구 소리는 비, 북소리는 구름에 빗대어 말하곤 한다.

전통적이지만 새롭게 창안된 음악답게 사물놀이패는 관현악단과 협연하거나 재즈 밴드와 함께 공연하는 등 다양한 이색 활동을 펼치기도 한다.

## 악기의 역할

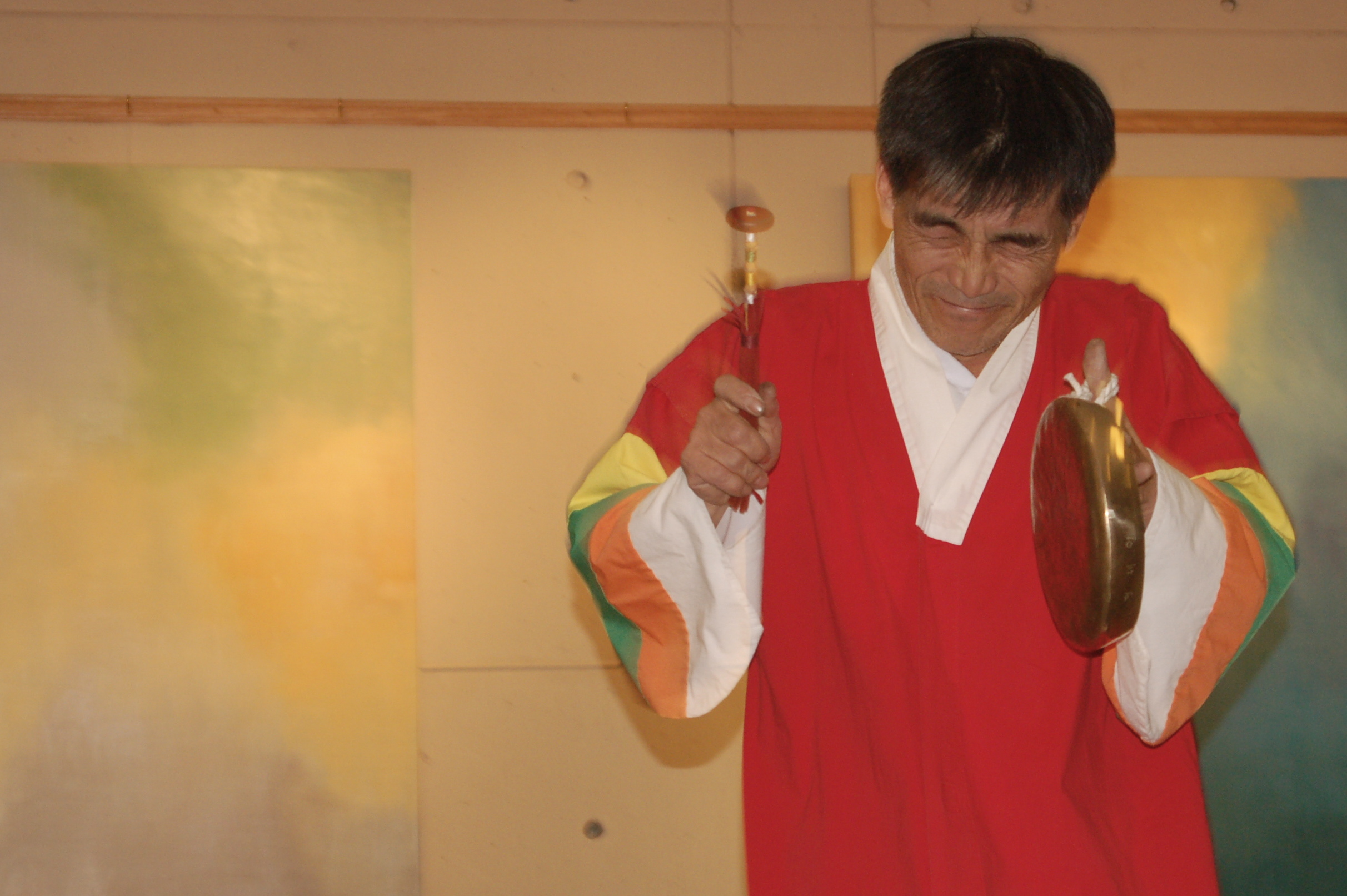
꽹과리
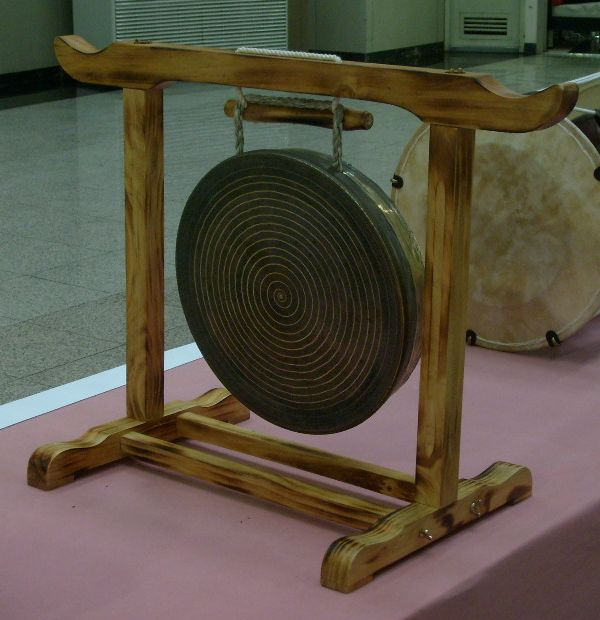
징
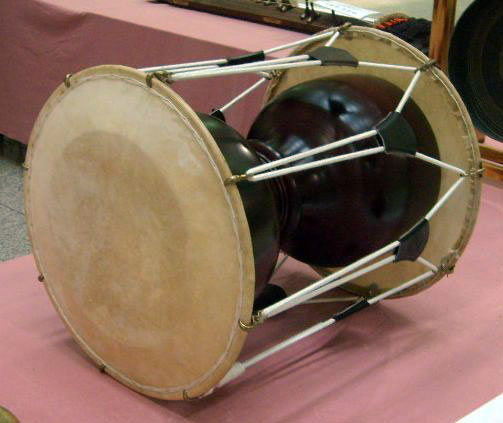
장구
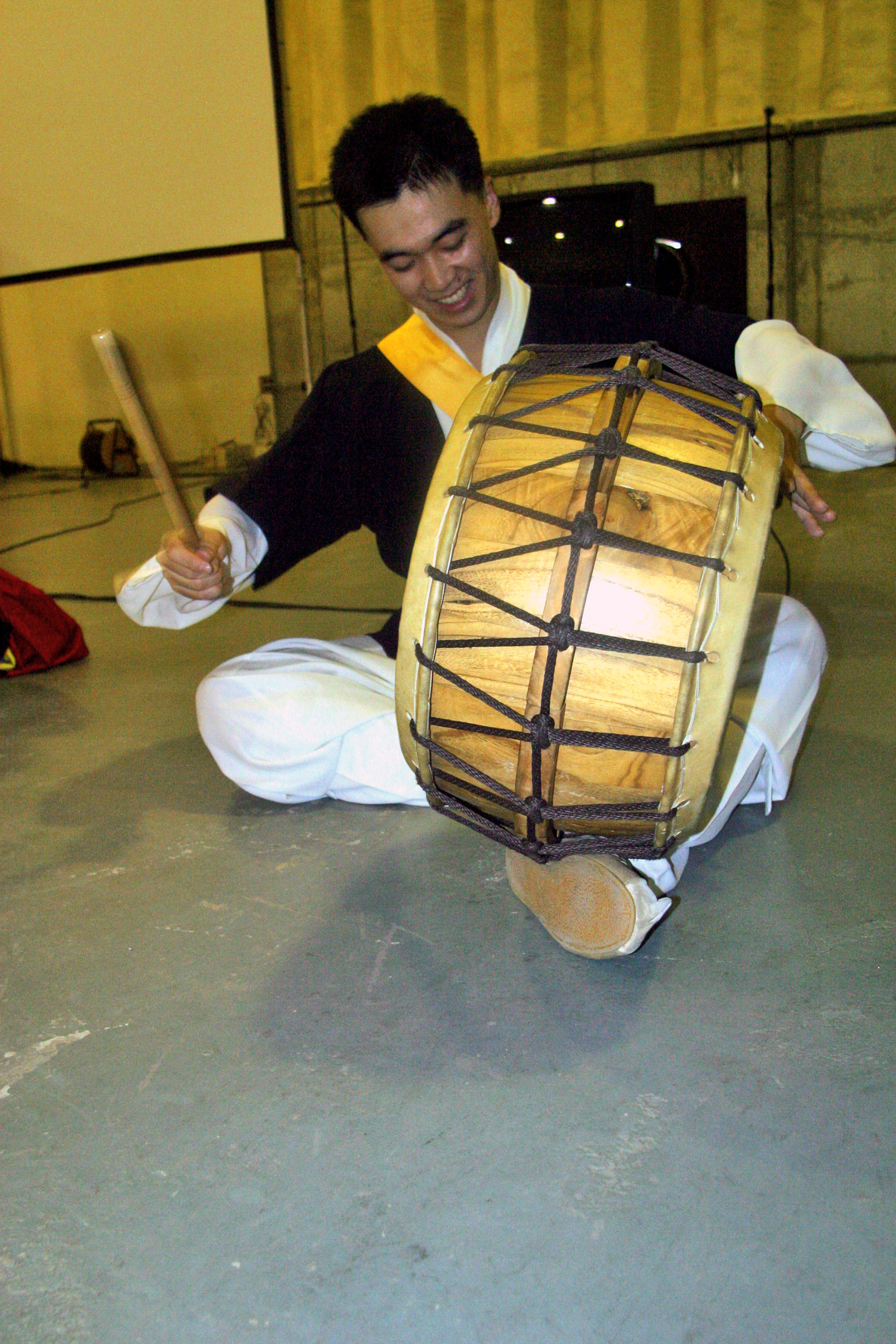
북

꽹과리는 천둥을 의미하고, 징은 바람, 북은 구름, 장구는 비를 의미한다. 음양을 나누어 구분하면 가죽으로 만든 북과 장구는 땅의 소리를 나타내고, 쇠로 만든 징과 꽹과리는 하늘의 소리를 나타낸다. 꽹과리는 덩치가 가장 작으면서 소리는 가장 도드라져서 사물놀이에서 지휘자의 역할을 맡는다. 징은 천을 뭉툭하게 감은 채로 치기 때문에 소리가 여운이 길고 푸짐하다. 사물들 중에서 어머니의 역할을 한다고도 한다. 장단의 머리박에 한 번씩 쳐주어 전체 가락을 푸근하게 감싼다. 장구는 양손에 채를 들고 치는데 높은 음이 나는 쪽을 열편 혹은 채편이라 부르고, 낮은 음이 나는 쪽을 궁편 혹은 궁글편이라고 한다. 그리고 그 각각의 채를 열채, 궁채라고 한다. 사물놀이에서는 꽹과리가 지휘를 맡지만 이를 제외하면 사실 박자의 빠르기나 시작, 그리고 끝을 나타내는 역할을 하기도 한다. 북은 꽹과리와 장구가 집을 지을 수 있도록 터를 만들어 주고, 든든한 기둥을 세우는 역할을 한다.

## 용어 해설
- 앉은반 - 앉은 자세로 연주하는 형태
- 선반 - 선 자세로 연주하는 형태
- 웃다리풍물 - 주로 경기,충청지역의 풍물놀이
- 좌도/우도 - 호남을 동서로 나눠 서울에서 보았을 때 좌측인 동쪽의 산악지역을 좌도라 하고 우측인 서쪽의 평야지역을 우도라 한다.

## 같이 보기
- 풍물놀이
- 남사당패 - 초기의 사물놀이 예술인들은 대부분 남사당패 출신이다.
- 민족음악원

## 갤러리

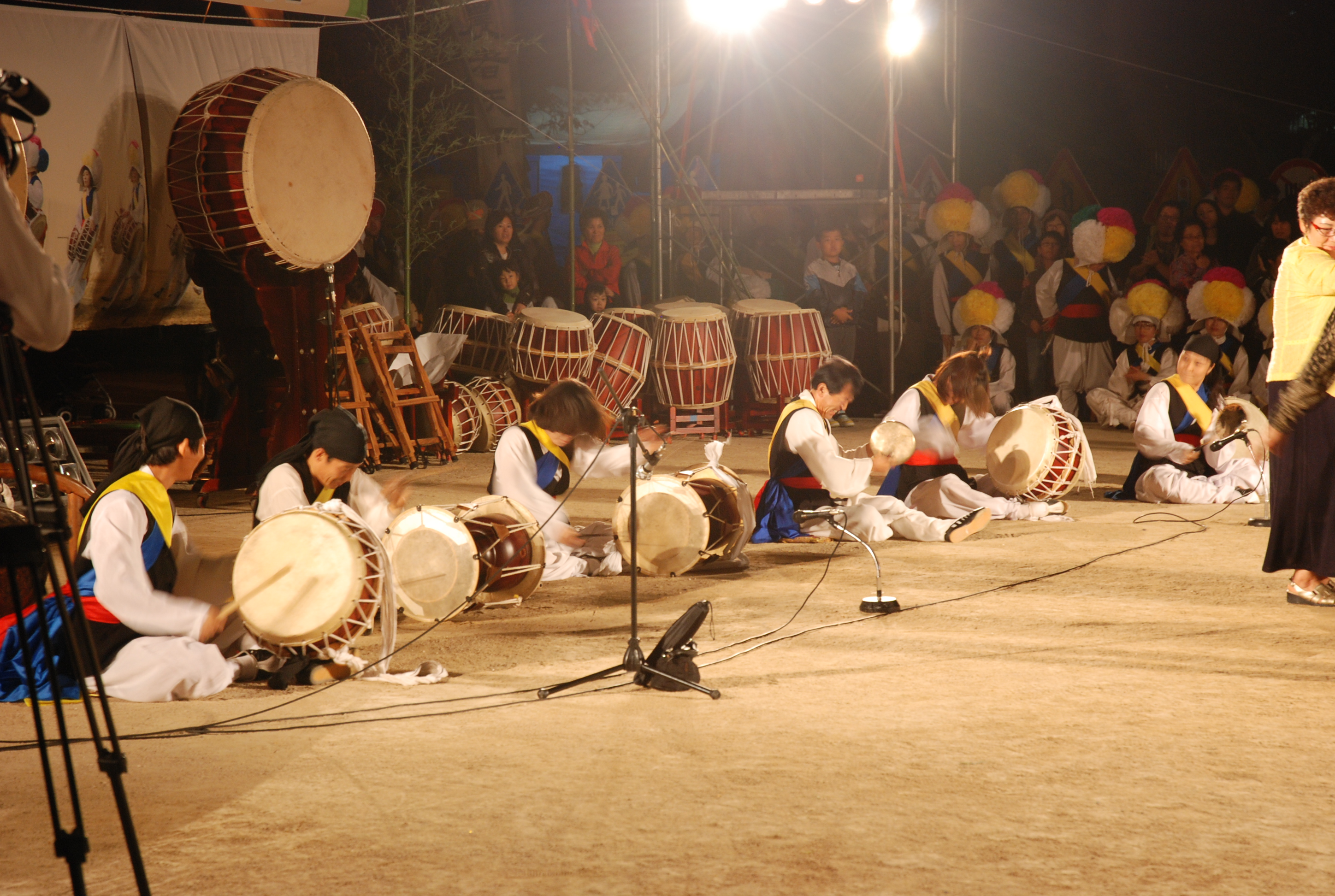
거제문화패, 소리울의 사물놀이
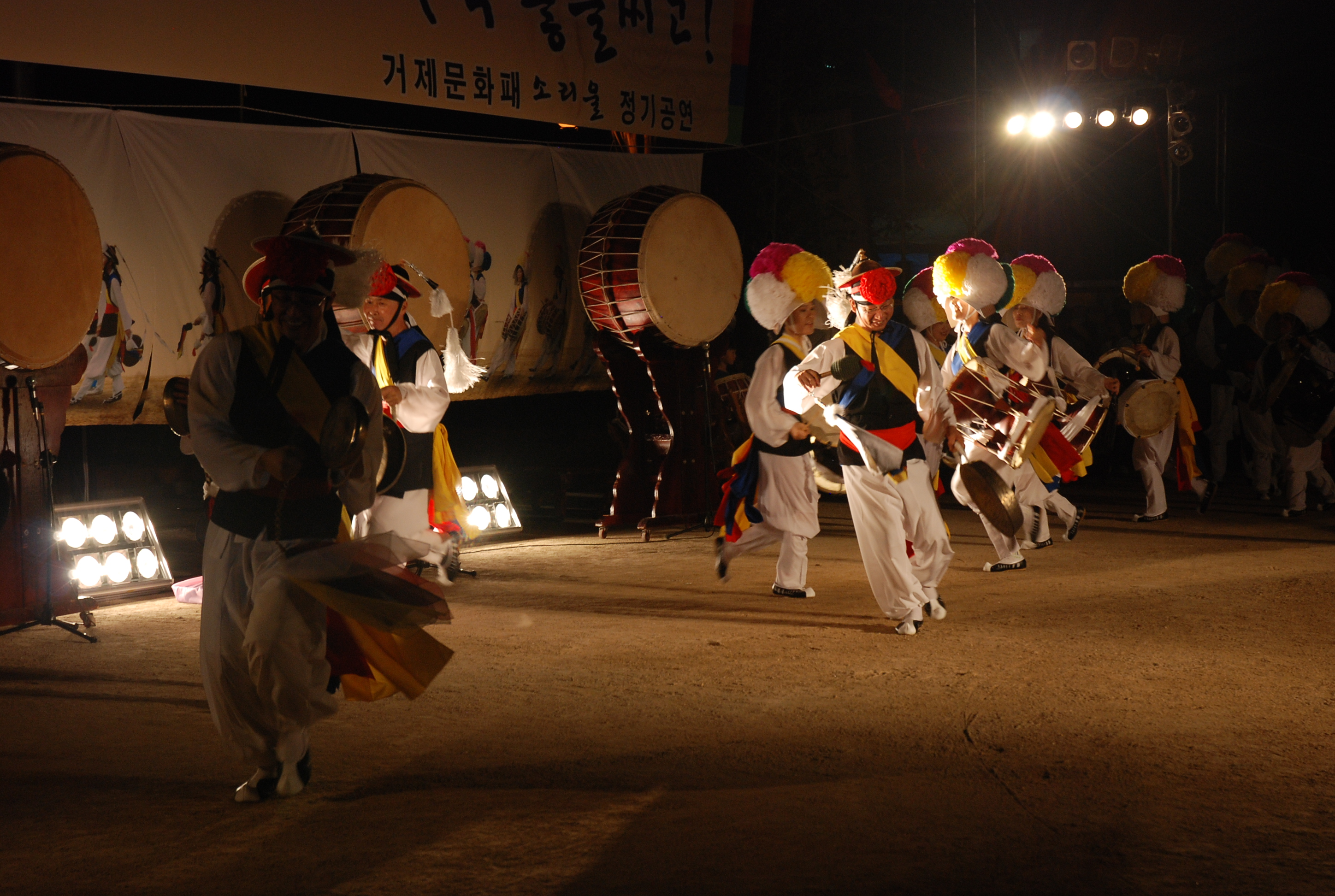
거제문화패, 소리울의 사물놀이2
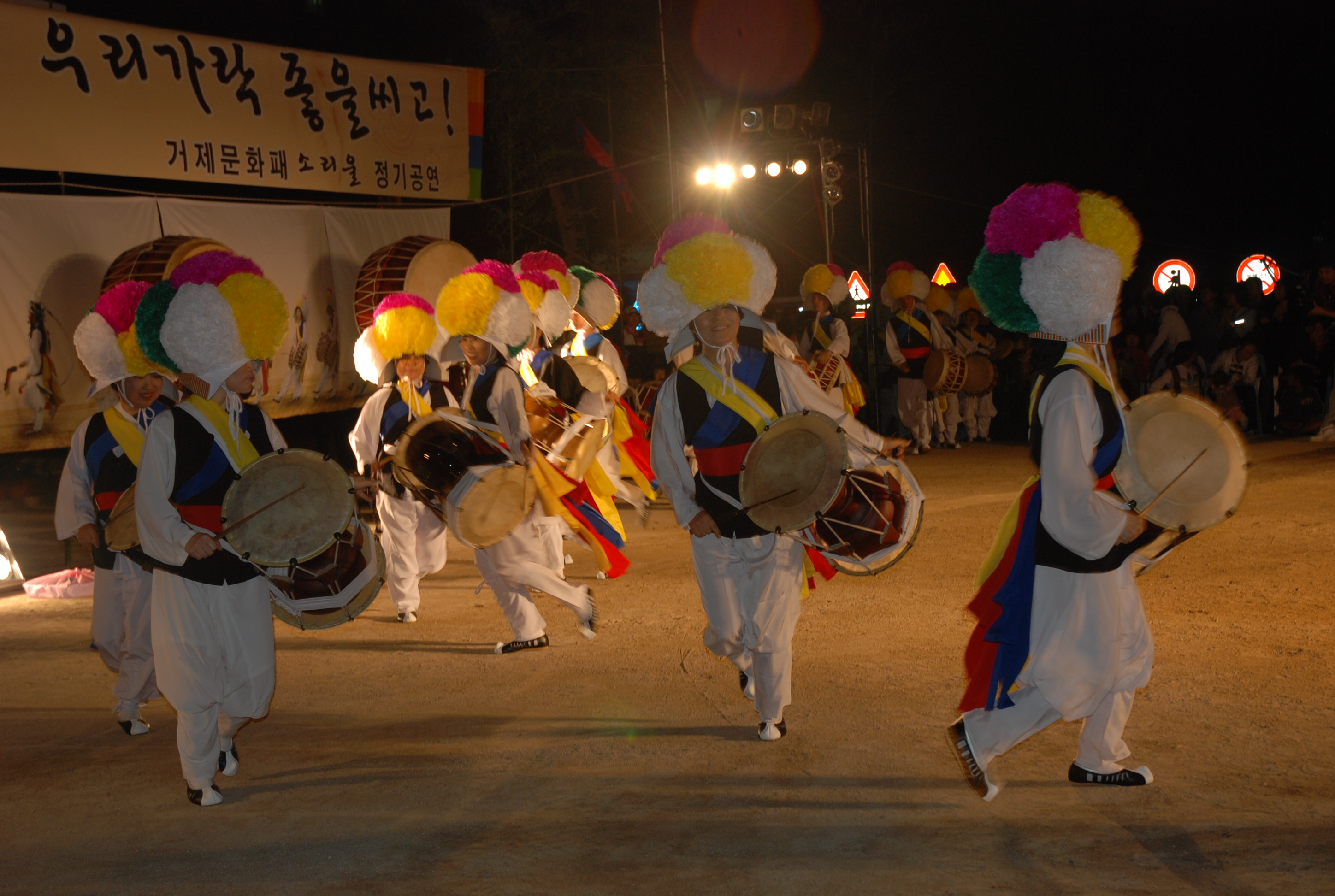
거제문화패, 소리울의 사물놀이3